# Eurhinosea flavata
Eurhinosea flavata är en fjärilsart som beskrevs av Alpheus Spring Packard 1876. Eurhinosea flavata ingår i släktet Eurhinosea och familjen mätare. Inga underarter finns listade i Catalogue of Life.